# Snatch (TV-serie)
Snatch är en amerikansk-brittisk kriminalkomediserie vars första säsong hade premiär den 16 mars 2017. Första säsongen bestod av tio avsnitt. Den andra och avslutande säsongen, också den bestående av 10 avsnitt, hade premiär 14 september 2018. Serien är baserad på  Guy Ritchies film med samma namn från 2000. Serien visas på Viaplay med start den 8 januari 2024.

## Handling
Serien kretsar kring en grupp i tjugoårsåldern som snubblar över en lastbilslast med stulna guldtackor, vilket är inkörsporten till den organiserade brottslighetens värld.

## Rollista (i urval)
- Luke Pasqualino - Albert Hill
- Rupert Grint - Charlie Cavendish-Scott
- Lucien Laviscount - Billy 'Fuckin' Ayres
- Phoebe Dynevor - Lotti Mott
- Juliet Aubrey - Lily Hill
- Marc Warren - Bob Fink
- Stephanie Leonidas - Chloe Koen
- Tamer Hassan - Hate 'Em
- Dougray Scott - Vic Hill,
- Ed Westwick - Sonny Castillo
- Ian Gelder - Norman Gordon
- Claire Cooper - Teri Dwyer
- Vincent Regan - Jones
- Johann Myers - Windrush
- David Bamber - Staff
- Henry Goodman - Saul Gold
- Brian McCardie - Uncle Dean
- Marc Bannerman - Patsy Richardson
- Ray Fearon - Father John
- Julian Firth - Lord Cavendish-Scott
- Adam Levy - Abel Heimel